# Université Paris-Diderot
De Université Paris-Diderot was een Franse universiteit van 1 januari 1971 tot 1 januari 2020.
De universiteit werd opgericht met de wet-Faure van 12 november 1968 betreffende de oriëntatie van het hoger onderwijs, genoemd naar de indiener, minister van onderwijs Edgar Faure. Hierin was voorzien dat de Universiteit van Parijs werd opgedeeld in dertien aparte instellingen, waaronder de Université Paris-VII, of Paris-VII-Denis-Diderot, die gespecialiseerd is als universiteit voor wetenschappen, opleidingen op het gebied van gezondheid, menswetenschappen en sociale wetenschappen, evenals kunst, letteren en talen. In 2006 werd de naam aangepast tot Université Paris-Diderot.
Ze verdween op 1 januari 2020 ten gunste van de Université Paris Cité na de publicatie in de Staatscourant van het decreet tot oprichting van de nieuwe universiteit op 20 maart 2019. Paris Cité ontstond uit de fusie van Paris-Diderot, de Université Paris-Descartes (vroeger Paris-V) en het Institut de physique du globe de Paris.

## Oud-studenten
- Sibeth Ndiaye, Frans-Senegalese adviseur in communicatie
- Jente Posthuma, Nederlandse schrijver

- Bibliothèque nationale de France: cb118791833 (data)
- Gemeinsame Normdatei: 1044880074
- International Standard Name Identifier: 0000 0001 2217 0017
- Library of Congress Control Number: n79129795
- Nationale Bibliotheek van Tsjechië: ko2003183522
- Nationale Bibliotheek van Israël: 987007298965805171
- Istituto Centrale per il Catalogo Unico: TO0V343906
- Système universitaire de documentation: 027542084
- Virtual International Authority File: 125086783

Albanië: Universiteit van Tirana, Technische Hogeschool van Tirana · 
België: Vrije Universiteit Brussel, Université libre de Bruxelles · 
Bulgarije: Sofia Universiteit St. Kliment Ohridski · 
Cyprus: Universiteit van Cyprus · 
Duitsland: Vrije Universiteit Berlijn, Humboldtuniversiteit · 
Denemarken: Universiteit van Kopenhagen · 
Estland: Technische Universiteit Tallinn, Universiteit van Tallinn · 
Finland: Universiteit van Helsinki · 
Frankrijk: Sorbonne Université, Université Sorbonne-Nouvelle, Universiteit Paris-Dauphine ·
Griekenland: Universiteit van Athene · 
Hongarije: Loránd Eötvös-universiteit · 
Ierland: Nationale Universiteit van Ierland, Dublin · 
Italië: Universiteit Sapienza Rome, Universiteit van Rome Tor Vergata, Roma Tre-universiteit · 
Kroatië: Universiteit van Zagreb · 
Letland: Universiteit van Letland · 
Litouwen: Universiteit van Vilnius · 
Nederland: Universiteit van Amsterdam · 
Noord-Macedonië: Universiteit van Skopje · 
Noorwegen: Universiteit van Oslo · 
Oostenrijk: Universiteit van Wenen · 
Polen: Universiteit van Warschau · 
Portugal: Universiteit van Lissabon · 
Roemenië: Universiteit van Boekarest · 
Rusland: Staatsuniversiteit van Moskou · 
Slowakije: Comenius Universiteit Bratislava · 
Slovenië: Universiteit van Ljubljana · 
Spanje: Autonome Universiteit van Madrid, Complutense-universiteit van Madrid · 
Tsjechië: Karelsuniversiteit Praag · 
Verenigd Koninkrijk: University College London · 
IJsland: Universiteit van IJsland · 
Zweden: Universiteit van Stockholm · 
Zwitserland: Universiteit van Lausanne